# 海约屈尔特
海约屈尔特，是匈牙利包尔绍德-奥包乌伊-曾普伦州所辖的一个村。总面积14.90平方公里，总人口318，人口密度21.3人/平方公里（2011年1月1日）。